# Southern Winds (album)
| Recensione | Giudizio |
| ---------- | -------- |
| AllMusic   | [ 1 ]    |

Southern Winds è il quarto album discografico della cantante folk rock statunitense Maria Muldaur, pubblicato dalla casa discografica Warner Bros. Records nel 1978.

## Tracce

### LP
Lato A
1. Make Love to the Music – 4:05 (Leon Russell)
2. Say You Will – 3:16 (Leon Russell, Gary Ogan)
3. I'll Keep My Light in My Window – 4:32 (Leonard Caston, Terri McFadden)
4. I Got a Woman – 3:22 (Rory Block)
5. Cajun Moon – 2:48 (J.J. Cale)

Lato B
1. I Can't Say No – 3:27 (Daniel Moore, John Bettis)
2. Here Is Where Your Love Belongs – 4:12 (Bill Champlin)
3. That's the Way Love Is – 3:58 (Deadric Malone)
4. Joyful Noise – 3:00 (Leon Russell)
5. My Sisters and Brothers – 4:14 (Charles Johnson)

## Musicisti
- Maria Muldaur - voce solista
- John Hug - chitarra
- Amos Garrett - chitarra
- Thom Rotella - chitarra
- Les Dudek - chitarra slide
- Christopher Bond - chitarra, sintetizzatore
- Phil Aaberg - pianoforte acustico, pianoforte elettrico
- Michael Finnigan - tastiere aggiunte
- Dave Burgin - armonica
- Robert Bryant - strumenti a fiato
- Chuck Findley - strumenti a fiato
- Jim Horn - strumenti a fiato
- Lew McCreary - strumenti a fiato
- Don Menza - strumenti a fiato
- Ernie Watts - strumenti a fiato
- Scott Edwards - basso
- Ed Greene - batteria, syndrums
- Gary Coleman - percussioni
- Jim Anderson - accompagnamento vocale-cori
- Rosemary Butler - accompagnamento vocale-cori
- Michael Finnigan - accompagnamento vocale-cori
- Amos Garrett - accompagnamento vocale-cori
- Greg Prestopino - accompagnamento vocale-cori
- Wendy Waldman - accompagnamento vocale-cori
- Pepper Watkins -  accompagnamento vocale-cori

Note aggiuntive
- Christopher Bond - produttore, arrangiamenti
- Candy Van Duser - assistente alla produzione
- Registrato al Sound Labs, Inc. di Hollywood, California (Stati Uniti), 1977
- John Mills - ingegnere delle registrazioni
- Linda Tyler - assistente ingegnere delle registrazioni
- Armin Steiner - ingegnere registrazioni strumenti ad arco
- James Getzoff - concertmaster
- Glen Christensen - art direction, design album originale
- John Lykes - dipinto copertina album originale
- Bob Maile - lettering[2]

## Classifica
| Anno | Classifica    | Posizione raggiunta |
| ---- | ------------- | ------------------- |
| 1978 | Billboard 200 | 143                 |